# María Pérez Araújo
María Pérez Araújo (Vigo, 1 d'agost de 1997), més coneguda esportivament com María Araújo, és una jugadora de bàsquet gallega.
Es formà al planter del Club Celta Bosco on competí amb catorze anys a la Lliga Femenina 2. La temporada 2015-16 fitxà per l'Universitario Ferrol, debutant a la Lliga Femenina. Després de jugar a la Lliga polonesa amb el Wisla Cracòvia, fitxà per l'Spar Citylift Girona la temporada 2019-20. Amb el club gironí guanyà una Copa de la Reina (2021), una Supercopa d'Espanya (2022) i dues Lligues catalanes (2019, 2020). Internacional amb la selecció espanyola en categories de formació, es proclama campiona d'Europa sub-18 (2015) i sub-20 (2017, essent escollida MVP del torneig i membre del quintet ideal). Amb l'absoluta és internacional des de 2017, amb la qual ha participat als partits de classificació pels Eurobasket de 2019 i 2023.
Entre d'altres reconeixements, ha sigut escollida millor esportista gallega de l'any (2017) per la Secretaria General de l'Esport de la Xunta de Galícia.